# Бражник дальневосточный дубовый
Дальневосточный дубовый бражник или бражник Сперхей (Marumba sperchius (Ménétriés, 1857)) — бабочка из семейства бражников (Sphingidae).

## Описание
Размах крыльев 88—138 мм. Крылья жёлто-коричневые с затемнениями и узкими тёмными поперечными полосами, причём внешние полосы обходят тёмное пятно близ торнального угла крыла. Задние крылья коричневые; анальный угол с двумя темными пятнышками.

## Ареал и места обитания
Распространение: Россия: юго-восток Амурской области, Еврейская АО, юг Хабаровского края в районе города Хабаровск и южнее, Приморский край; Китай (Внутренняя Монголия, Хэйлунцзян, Ляонин, Хэбэй, Пекин, Шаньси, Шэньси, Хэнань, Аньхой, Чжэцзян, Хубэй, Сычуань, Юньнань, Гуйчжоу, Хунань, Фуцзянь, Гуандун, Тайвань), Корея, Япония (Хоккайдо, Хонсю, Сикоку, Кюсю, Цусима, Танегасима, Окинава).
Вид встречается в широколиственных (чаще в дубовых) лесах, на их опушках. На юге Дальнего Востока России — местами обычный вид.

## Биология

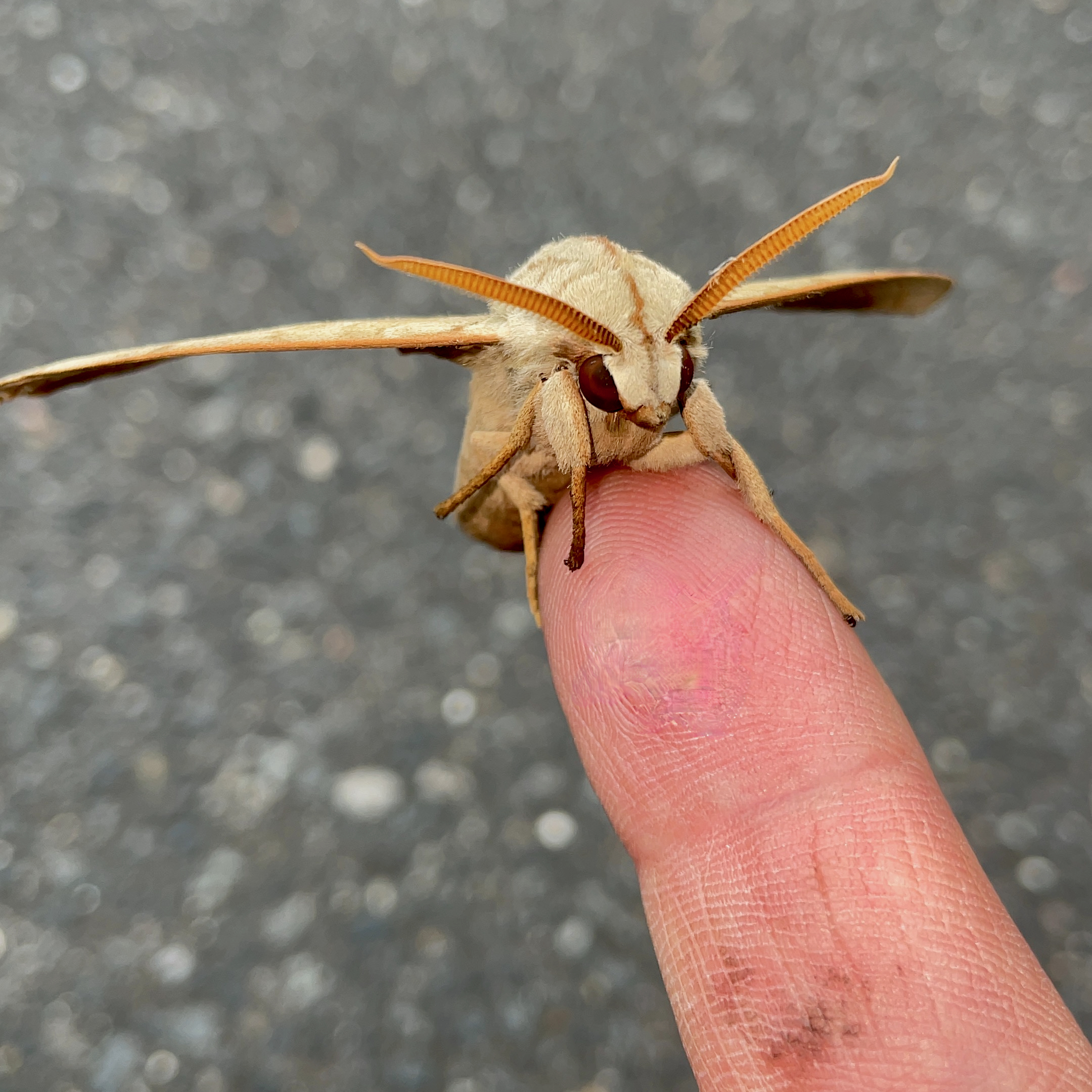
Особь на пальце человека

Бабочки активны после наступления темноты. Летят на свет. Обычно развивается в одном поколении, лёт бабочек с начала-середины июня до конца июля, реже — до начала августа.
Гусеница питается на различных видах дубов, маньчжурском орехе, а также на каштанах, и др.

## Фото в природе

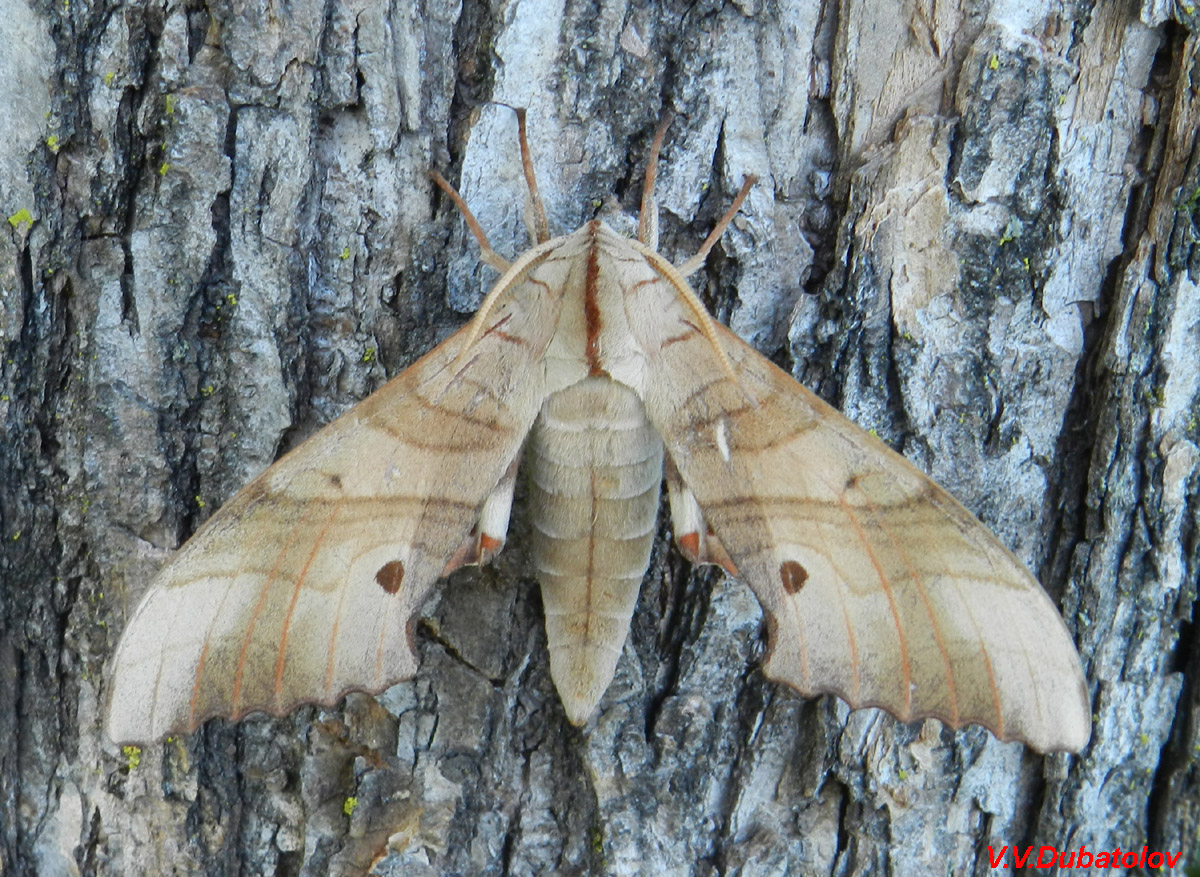
Marumba sperchius, Хехцир, окрестности Хабаровска, ♂